# Stanisław Wróblewski (zapaśnik)
Stanisław Eugeniusz Wróblewski (ur. 13 września 1959 w Kutnie, zm. 30 maja 2019 w Mysłowicach) – polski zapaśnik, olimpijczyk z Moskwy 1980.
Zawodnik występujący w stylu klasycznym w wadze muszej, Reprezentował Żuławy Nowy Dwór Gdański, a następnie Siłę Mysłowice. Mistrz Polski w latach 1986, 1989.
Uczestnik mistrzostw Europy w: Atenach (1986), gdzie zajął 4. miejsce i Poznaniu (1990) podczas których wywalczył 6. miejsce.
Na igrzyskach w Moskwie wystartował w wadze muszej zajmując 6. miejsce.